# 毛叶乌头
毛叶乌头（学名：Aconitum carmichaeli var. pubescens）为毛茛科乌头属下的一个变种。

## 扩展阅读
- 維基物種上的相關：毛叶乌头